# Оправданное доверие
«Оправданное доверием» (англ. His Trust Fulfilled) — американский короткометражный драматический фильм Дэвида Уорка Гриффита.

## Сюжет
Фильм рассказывает о рабе по имени Джордж, который заботится о дочери своего покойного хозяина после того, как умерла её мать. Он делает всё возможное, отдаёт ей свои скудные сбережения, чтобы её жизнь стала лучше. И вдруг деньги заканчиваются и он пытается их украсть у её кузена.

## В ролях
| Актёр          | Роль           |
| -------------- | -------------- |
| Уилфред Лукас  | Джордж         |
| Клер Макдауэлл | Миссис Фрайзер |
| Дороти Уэст    |                |
| Гарри Хайд     |                |
| Глэдис Иган    |                |
| Линда Арвидсон |                |
| Дороти Бернард |                |
| Кейт Брюс      |                |